# Château Beraudo de Pralormo
Le  Château Beraudo de Pralormo (Castello Beraudo di Pralormo en italien) est un château situé à Pralormo, dans la ville métropolitaine de Turin.

## Histoire
Les origines du bourg et du château  remontent à la famille des Gorzano, seigneurs de Pralormo au XIIIe siècle. 
Entre 1680 et 1797, Pralormo est divisée entre les Roero, descendants de Giacomo Beraudo (Président du Sénat) et les Ferrero della Marmora. 
Les privilèges féodaux déchus, le château revient au comte Carlo Beraudo, ambassadeur à Vienne et Ministre de l’Intérieur et des Finances de Charles-Albert de Savoie. 
Ce château devient alors une des résidences de la maison de Savoie en Piémont, restaurée et aménagée  en 1840 par Ernesto Melano, architecte et ingénieur de la cour.
Il fait recouvrir la cour centrale pour la transformer en un vaste salon qui relie les pièces de l’étage supérieur avec une galerie. 
À l’extérieur, le pont-levis est remplacé par un portique d’entrée avec terrasse et le fossé est comblé. 
Ne restent de la structure d’origine que la partie postérieure avec les deux tours cylindriques. Le parc est paysagé par  Xavier Kurten qui crée un « parcours des délices » avec des perspectives vers les montagnes, et  un programme de floraison à rotation pour offrir des fleurs tout au long de l’année. 
Vers la fin du XIXe siècle sont ajoutées les orangeries, la serre à ossature métallique et une immense ferme.

## Manifestations
- Messer Tulipano